# Egao no Taenai Shokuba Desu
Egao no Taenai Shokuba Desu (яп. 笑顔のたえない職場です。, «Це робоче місце, де не можна не посміхатися») — серія манґи, написана та проілюстрована Кудзушіро. Спочатку її було опубліковано як ван-шот у лютневому випуску 2019 року в дзьосей журналі манґи Kiss видавництва Kodansha. Серіалізація почалася в травні 2019 року на сайті манґи Comic Days того ж видавництва. Адаптація у вигляді аніме-серіалу виробництва студії Voil запланована на жовтень 2025 року.

## Персонажі
Нана Футамі (яп. 双見 奈々, Futami Nana)
Сейю: Юко Нацуйоші
Каеде Сато (яп. 佐藤 楓, Satō Kaede)
Сейю: Сора Амамія
Мідзукі Хадзама (яп. 間 瑞希, Hazama Mizuki)
Сейю: Міку Іто
Аріса Нашіда (яп. 梨田 ありさ, Nashida Arisa)
Сейю: Ю Кобаяші
Токо Какунодате (яп. 角館 塔子, Kakunodate Tōko)
Сейю: Еріко Мацуї
Неконоте (яп. ねこのて)
Сейю: Міхару Ханаї
Шіорі Асакура (яп. 浅倉 栞, Asakura Shiori)
Сейю: Іорі Саекі
Рен Такідзава (яп. 滝沢 蓮, Takizawa Ren)
Сейю: Маміко Ното
Вакако Тацунамі (яп. 立浪 和歌子, Tatsunami Wakako)
Сейю: Кікуко Іноуе

## Медіа

### Манґа
Написана та проілюстрована Кудзушіро, манґа "Це робоче місце, де не можна не посміхатися" спершу була опублікована як ван-шот 25 лютого 2019 року в дзьосей журналі манґи Kiss видавництва Kodansha. Згодом 18 травня того ж року, почалася її серіалізація на вебсайті манґи Comic Days видавництва Kodansha. Станом на квітень 2025 року її розділи зібрано в дванадцять томів танкобон.
| №  | Дата виходу       | ISBN                   |
| -- | ----------------- | ---------------------- |
| 1  | 25 грудня 2019    | ISBN 978-4-06-517985-7 |
| 2  | 14 жовтня 2020    | ISBN 978-4-06-521055-0 |
| 3  | 14 квітня 2021    | ISBN 978-4-06-522939-2 |
| 4  | 20 жовтня 2021    | ISBN 978-4-06-525090-7 |
| 5  | 18 березня 2022   | ISBN 978-4-06-527108-7 |
| 6  | 20 вересня 2022   | ISBN 978-4-06-529120-7 |
| 7  | 20 березня 2023   | ISBN 978-4-06-531076-2 |
| 8  | 18 серпня 2023    | ISBN 978-4-06-532700-5 |
| 9  | 18 січня 2024     | ISBN 978-4-06-534303-6 |
| 10 | 19 червня 2024    | ISBN 978-4-06-535921-1 |
| 11 | 20 листопада 2024 | ISBN 978-4-06-537615-7 |
| 12 | 18 квітня 2025    | ISBN 978-4-06-539234-8 |

### Аніме
Адаптацію у вигляді аніме-серіалу було анонсовано 18 січня 2024 року. Серіал, відомий також під назвою «A Mangaka's Weirdly Wonderful Workplace» (Дивно-чудове робоче місце мангаки), створюється студією Voil. Режисером є Каору Судзукі, за композицію серіалу відповідає Міо Іноуе, за дизайн персонажів — Кана Міяй, а музику пишуть Кей Ханеока та Хіронорі Дой. Прем'єра запланована на жовтень 2025 року на телеканалах Tokyo MX та інших. Відкриваючою темою є пісня «Zettai Shōsan!», яку виконали HoneyWorks за участю HaKoniwalily, а закриваючою — «Thankful» у виконанні Sizuk.